# Gavotí de Scripps
El gavotí de Scripps (Synthliboramphus scrippsi) és un ocell marí de la família dels àlcids (Alcidae), que antany era inclòs en el gènere Brachyramphus. Ha estat considerat coespecífic del gavotí de Xantus (Synthliboramphus hypoleucus).
D'hàbits pelàgics i costaners cria a terra o dins de caus que de l'illa Santa Bàrbara, propera a la costa de Califòrnia, i a les illes Guadalupe i San Benito, de Baixa Califòrnia. Es dispersen a la llarga de la costa del Pacífic des de Baixa Califòrnia fins al sud del Canadà.